# Castellers de Sants

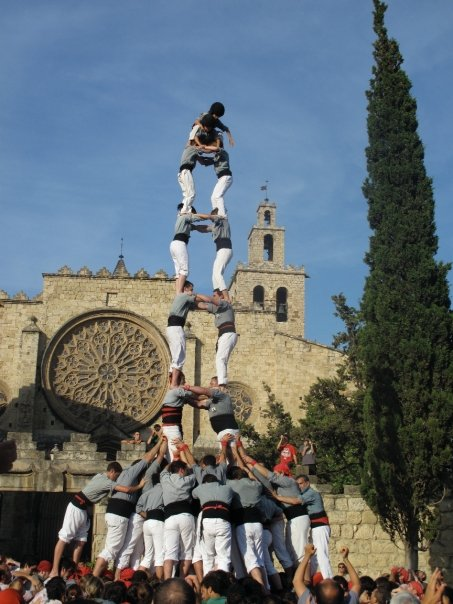
Castell 2 de 8 avec folre par la colla de Castellers de Sants, connus par les borinots

Les Castellers de Sants sont une colla castellera de Sants fondée en 1993, et qui a pour objectif construire des castells, des tours humaines catalanes. Ils ont été parrainés par la colla de Castellers de Cornellà et la colla de Castellers de Barcelona. Ils ont parrainé la colla des Castellers de Gràcia parmi d'autres. La couleur de sa chemise est le gris, celle de la costume des ouvriers des usines textiles à Sants, Hostafrancs et la Bordeta pendant le XIXe siècle.
La meilleure actuation de leur histoire est la "triplette magique"; soit 5 de 8, 3 de 9 avec folre, et 4 de 9 avec folre carregat; à la Diada dels Minyons de Terrassa (27 novembre) du 2011.